# Are You the One?
Are You the One? (abreviado como AYTO?) é um reality show americano exibido pela MTV desde 21 de janeiro de 2014. O programa consiste no confinamento de 20 participantes, 10 homens e 10 mulheres, em um destino tropical para encontrar seu par perfeito. Eles têm a missão de encontrar todos os dez pares perfeitos em dez semanas, e ganharão $ 1 milhão para dividir entre eles. A cada episódio os participantes escolhem quem eles acreditam ser seu par perfeito para competir juntos em um desafio. Os vencedores do desafio vão a um encontro, e tem a oportunidade de ir para a Cabine da Verdade. Os outros participantes tem a missão de escolher um dos casais vencedores para ir para a cabine e determinar se eles são um par perfeito ou não. Esta é a única maneira de confirmar os pares. Cada episódio termina com uma Cerimônia dos Pares onde eles são informados quantos pares perfeitos eles acertaram, mas não quais. Cinco casais ainda estão juntos, incluindo Ethan Diamond e Amber Lee da primeira temporada, que são casados e tem uma filha.

## Temporadas
| Temporada | Temporada | Transmissão original   | Transmissão original   | Número de participantes | Encontraram todos os pares perfeitos? | Prêmio     |
| Temporada | Temporada | Estreia de temporada   | Final de temporada     | Número de participantes | Encontraram todos os pares perfeitos? | Prêmio     |
| --------- | --------- | ---------------------- | ---------------------- | ----------------------- | ------------------------------------- | ---------- |
|           | 1         | 21 de janeiro de 2014  | 25 de março de 2014    | 20                      | Sim                                   | $1,000,000 |
|           | 2         | 6 de outubro de 2014   | 8 de dezembro de 2014  | 21                      | Sim                                   | $1,000,000 |
|           | 3         | 24 de setembro de 2015 | 18 de novembro de 2015 | 20                      | Sim                                   | $750,000   |
|           | 4         | 13 de junho de 2016    | 15 de agosto de 2016   | 20                      | Sim                                   | $750,000   |
|           | 5         | 11 de janeiro de 2017  | 15 de março de 2017    | 22                      | Não                                   | $0         |
|           | 6         | 20 de setembro de 2017 | 6 de dezembro de 2017  | 22                      | Sim                                   | $1,000,000 |
|           | 7         | 15 de agosto de 2018   | 7 de novembro de 2018  | 22                      | Sim                                   | $1,000,000 |
|           | 8         | 26 de junho de 2019    | 9 de setembro de 2019  | 16                      | Sim                                   | $750,000   |
|           | 9         | 18 de janeiro de 2023  | 15 de março de 2023    | 22                      | Sim                                   | $750,000   |

## 1ª Temporada - Kauai, Havaí
Filmada no Havaí.

 A primeira temporada estreou em 21 de Janeiro de 2014.

### Elenco[3]
| Participantes       | Idade | Cidade Natal             |
| ------------------- | ----- | ------------------------ |
| Adam Kuhn           | 23    | Sterling, Virgínia       |
| Andrean "Dre" McCoy | 23    | Atlanta, Geórgia         |
| Chris "Scali" Scali | 24    | Brooklyn, Nova Iorque    |
| Chris Tolleson      | 23    | Virginia Beach, Virgínia |
| Dillan Ostrom       | 23    | Finley (Dakota do Norte) |
| Ethan Diamond       | 23    | Denver, Colorado         |
| Joey Dillon         | 23    | Atlanta, Geórgia         |
| John "JJ" Jacobs    | 25    | Washington, DC           |
| Ryan Malaty         | 24    | Greeley (Colorado)       |
| Wesley Buckles      | 25    | Phoenix, Arizona         |

| Participantes       | Idade | Cidade Natal           |
| ------------------- | ----- | ---------------------- |
| Amber Lee           | 22    | Austin, Texas          |
| Ashleigh Feaster    | 23    | Akron, Ohio            |
| Brittany Baldassari | 24    | Boston, Massachusetts  |
| Coleysia Chestnut   | 23    | Selma (Alabama)        |
| Jacy Rodriguez      | 24    | Carolina (Porto Rico)  |
| Jessica Perez       | 23    | Miami, Flórida         |
| Kayla Lusby         | 22    | Greenfield (Tennessee) |
| Paige Brendel       | 22    | Phoenix, Arizona       |
| Shanley McIntee     | 24    | Indianápolis, Indiana  |
| Simone Kelly        | 23    | Atlanta, Geórgia       |

### Progresso
| Adam           | Brittany | Shanley  | Brittany | Amber    | Shanley  | Ashleigh | Shanley  | Shanley  | Shanley  |
| Chris S.       | Ashleigh | Simone   | Paige    | Paige    | Simone   | Brittany | Jacy     | Ashleigh | Jacy     |
| Chris T.       | Jessica  | Paige    | Simone   | Ashleigh | Paige    | Paige    | Paige    | Paige    | Paige    |
| Dillan         | Coleysia | Jessica  | Coleysia | Coleysia | Coleysia | Coleysia | Coleysia | Coleysia | Coleysia |
| Dre            | Jacy     | Ashleigh | Ashleigh | Simone   | Brittany | Shanley  | Simone   | Simone   | Simone   |
| Ethan          | Shanley  | Amber    | Amber    | Kayla    | Amber    | Amber    | Amber    | Amber    | Amber    |
| John           | Simone   | Jacy     | Jessica  | Shanley  | Jacy     | Jacy     | Brittany | Jacy     | Ashleigh |
| Joey           | Paige    | Brittany | Shanley  | Jacy     | Jessica  | Simone   | Jessica  | Brittany | Brittany |
| Ryan           | Amber    | Kayla    | Kayla    | Brittany | Ashleigh | Jessica  | Ashleigh | Jessica  | Jessica  |
| Wes            | Kayla    | Coleysia | Jacy     | Jessica  | Kayla    | Kayla    | Kayla    | Kayla    | Kayla    |
| Pares Corretos | 2        | 4        | 2        | 2        | 5        | 5        | 7        | 8        | 10       |

| Amber          | Ryan     | Ethan    | Ethan    | Adam     | Ethan    | Ethan    | Ethan    | Ethan    | Ethan    |
| Ashleigh       | Chris S. | Dre      | Dre      | Chris T. | Ryan     | Adam     | Ryan     | Chris S. | John     |
| Brittany       | Adam     | Joey     | Adam     | Ryan     | Dre      | Chris S. | John     | Joey     | Joey     |
| Coleysia       | Dillan   | Wes      | Dillan   | Dillan   | Dillan   | Dillan   | Dillan   | Dillan   | Dillan   |
| Jacy           | Dre      | John     | Wes      | Joey     | John     | John     | Chris S. | John     | Chris S. |
| Jessica        | Chris T. | Dillan   | John     | Wes      | Joey     | Ryan     | Joey     | Ryan     | Ryan     |
| Kayla          | Wes      | Ryan     | Ryan     | Ethan    | Wes      | Wes      | Wes      | Wes      | Wes      |
| Paige          | Joey     | Chris T. | Chris S. | Chris S. | Chris T. | Chris T. | Chris T. | Chris T. | Chris T. |
| Shanley        | Ethan    | Adam     | Joey     | John     | Adam     | Dre      | Adam     | Adam     | Adam     |
| Simone         | John     | Chris S. | Chris T. | Dre      | Chris S. | Joey     | Dre      | Dre      | Dre      |
| Pares Corretos | 2        | 4        | 2        | 2        | 5        | 5        | 7        | 8        | 10       |

Notas
 Nome  Par Ideal Confirmado
 Nome  Par Ideal Não Confirmado

### Cabines da Verdade
Uma vez que a Cabine da verdade confirma um Par Ideal, o casal sai da casa e vai para a Lua de Mel e só voltam para a Cerimônia dos Pares.
| Casal             | Episódio | Resultado        |
| ----------------- | -------- | ---------------- |
| Shanley & Chris   | 1        | Par Incompatível |
| Jessica & Ethan   | 2        | Par Incompatível |
| Simone & John     | 3        | Par Incompatível |
| Jessica & Dillan  | 4        | Par Incompatível |
| Ashleigh & Dre    | 5        | Par Incompatível |
| Coleysia & Dillan | 5        | Par Ideal        |
| Paige & Chris     | 6/7      | Par Ideal        |
| Kayla & Ryan      | 8        | Par Incompatível |
| Kayla & Wes       | 9        | Par Ideal        |
| Jacy & John       | 10       | Par Incompatível |

## 2ª Temporada - San Juan, Porto Rico
Filmada em Porto Rico.

A segunda temporada estreou em 6 de Outubro de 2014. Desta vez, um rapaz tem dois pares perfeitos no jogo, o que significa que haverá onze meninas, mas apenas dez rapazes. Christina é revelada como a décima primeira garota. É uma corrida entre Christina e outra garota para encontrar seu par perfeito e ser confirmado como tal na Cabine da verdade.

### Elenco
| Participantes       | Idade | Cidade Natal              |
| ------------------- | ----- | ------------------------- |
| Alex Phillips       | 23    | Los Angeles, Califórnia   |
| Anthony Bartolotte  | 22    | Chicago, Illinois         |
| Brandon Tindel      | 25    | Las Vegas, Nevada         |
| Curtis Hadzicki     | 24    | Cardiff, Califórnia       |
| Dario Medrano       | 21    | Salem, Massachusetts      |
| Garland Brown       | 22    | St. Louis, Missouri       |
| John Moustis        | 22    | Chicago, Illinois         |
| Layton Jones        | 25    | Greenville (Mississippi)  |
| Nathan Siebenmark   | 22    | Berrien Springs, Michigan |
| Tyler "Pratt" Pratt | 23    | Orlando, Flórida          |

| Participantes     | Idade | Cidade Natal                        |
| ----------------- | ----- | ----------------------------------- |
| Alexandria Kim    | 23    | Carlsbad (Califórnia)               |
| Ashley Hall       | 21    | San Marcos (Texas)                  |
| Briana LaCuesta   | 21    | San Diego, Califórnia               |
| Christina LeBlanc | 24    | Filadélfia, Pensilvânia             |
| Ellie Puckett     | 23    | Hamlet (Carolina do Norte)          |
| Jasmine Pendleton | 22    | San Diego, Califórnia               |
| Jenni Knapmiller  | 22    | Burnsville (Minnesota)              |
| Jessica Andreatta | 22    | Condado de Westchester, Nova Iorque |
| Paris Eike        | 23    | Denver, Colorado                    |
| Shelby Yardley    | 21    | Derby, Kansas                       |
| Tyler Abron       | 21    | Boston, Massachusetts               |

### Progresso
| Alex           | Ellie      | Christina  | Jasmine    | Tyler      | Christina  | Jessica    | Jasmine   | Jasmine    | Jasmine    | Jasmine           |
| Anthony        | Jessica    | Alexandria | Jenni      | Jenni      | Ashley     | Ellie      | Briana    | Jessica    | Alexandria | Alexandria        |
| Brandon        | Christina  | Tyler      | Shelby     | Ellie      | Jasmine    | Ashley     | Tyler     | Tyler      | Briana     | Briana            |
| Curtis         | Briana     | Briana     | Briana     | Briana     | Shelby     | Shelby     | Shelby    | Shelby     | Shelby     | Shelby            |
| Dario          | Ashley     | Shelby     | Ashley     | Shelby     | Alexandria | Briana     | Ashley    | Ashley     | Tyler      | Ashley            |
| Garland        | Alexandria | Jasmine    | Alexandria | Jasmine    | Tyler      | Tyler      | Jessica   | Alexandria | Jessica    | Jessica           |
| John           | Jasmine    | Ashley     | Christina  | Christina  | Jenni      | Alexandria | Jenni     | Jenni      | Jenni      | Jenni             |
| Layton         | Jenni      | Jessica    | Ellie      | Jessica    | Briana     | Jenni      | Ellie     | Ellie      | Ashley     | Christina & Tyler |
| Nathan         | Shelby     | Jenni      | Jessica    | Alexandria | Jessica    | Jasmine    | Christina | Briana     | Ellie      | Ellie             |
| Pratt          | Paris      | Paris      | Paris      | Paris      | Paris      | Paris      | Paris     | Paris      | Paris      | Paris             |
| Pares Corretos | 2          | 2          | 3          | 1          | 3          | 2          | 6         | 5          | 8          | 10                |

| Alexandria     | Garland | Anthony | Garland | Nathan  | Dario   | John    | N/A     | Garland | Anthony | Anthony |
| Ashley         | Dario   | John    | Dario   | N/A     | Anthony | Brandon | Dario   | Dario   | Layton  | Dario   |
| Briana         | Curtis  | Curtis  | Curtis  | Curtis  | Layton  | Dario   | Anthony | Nathan  | Brandon | Brandon |
| Christina      | Brandon | Alex    | John    | John    | Alex    | N/A     | Nathan  | N/A     | N/A     | Layton  |
| Ellie          | Alex    | N/A     | Layton  | Brandon | N/A     | Anthony | Layton  | Layton  | Nathan  | Nathan  |
| Jasmine        | John    | Garland | Alex    | Garland | Brandon | Nathan  | Alex    | Alex    | Alex    | Alex    |
| Jenni          | Layton  | Nathan  | Anthony | Anthony | John    | Layton  | John    | John    | John    | John    |
| Jessica        | Anthony | Layton  | Nathan  | Layton  | Nathan  | Alex    | Garland | Anthony | Garland | Garland |
| Paris          | Pratt   | Pratt   | Pratt   | Pratt   | Pratt   | Pratt   | Pratt   | Pratt   | Pratt   | Pratt   |
| Shelby         | Nathan  | Dario   | Brandon | Dario   | Curtis  | Curtis  | Curtis  | Curtis  | Curtis  | Curtis  |
| Tyler          | N/A     | Brandon | N/A     | Alex    | Garland | Garland | Brandon | Brandon | Dario   | Layton  |
| Pares Corretos | 2       | 2       | 3       | 1       | 3       | 2       | 6       | 5       | 8       | 10      |

Notas
 Nome  Par Ideal Confirmado
 Nome  Par Ideal Não Confirmado

### Cabines da Verdade
Uma vez que a Cabine da verdade confirma um Par Ideal, o casal sai da casa e vai para a Lua de Mel e só voltam para a Cerimônia dos Pares.
| Casal                | Episódio | Resultado        | Décima primeira garota |
| -------------------- | -------- | ---------------- | ---------------------- |
| Jessica & Brandon    | 1        | Par Incompatível |                        |
| Christina & Brandon  | 2        | Par Incompatível |                        |
| Alexandria & Brandon | 3        | Par Incompatível |                        |
| Paris & Pratt        | 4        | Par Ideal        | Par Incompatível       |
| Shelby & Curtis      | 5        | Par Ideal        | Par Incompatível       |
| Jasmine & John       | 6        | Par Incompatível |                        |
| Jenni & John         | 7        | Par Ideal        | Par Incompatível       |
| Christina & Nathan   | 8        | Par Incompatível |                        |
| Jasmine & Alex       | 9        | Par Ideal        | Par Incompatível       |
| Ashley & Dario       | 10       | Par Ideal        | Par Incompatível       |

## 3ª Temporada - Kona, Havaí
Filmada no Havaí.

A terceira temporada estreou em 24 de Setembro de 2015.

### Elenco
| Participantes         | Idade | Cidade Natal                |
| --------------------- | ----- | --------------------------- |
| Alec Gonzalez         | 22    | Filadélfia, Pensilvânia     |
| Austin Sheets         | 22    | Addison (Texas)             |
| Chuck Mowery          | 26    | Maui, Havaí                 |
| Connor Smith          | 25    | Tinley Park, Illinois       |
| Devin Walker-Molaghan | 26    | Northampton (Massachusetts) |
| Hunter Barfield       | 22    | Perry (Flórida)             |
| Mike Crescenzo        | 24    | Stony Brook (Nova Iorque)   |
| Nelson Thomas         | 26    | San Marcos (Texas)          |
| Tyler Johnson         | 25    | Indianápolis, Indiana       |
| Zak Longo             | 26    | Toronto, Canadá             |

| Participantes            | Idade | Cidade Natal                 |
| ------------------------ | ----- | ---------------------------- |
| Amanda Garcia            | 22    | Westminster (Colorado)       |
| Britni Thorton           | 24    | Augusta, Geórgia             |
| Chelsey Perkins          | 23    | Orlando, Flórida             |
| Hannah Rathbun           | 22    | Syracuse (Nova Iorque)       |
| Kayla Brackett           | 22    | Sandy Hook (Connecticut)     |
| Kirsten "Kiki" Cooper    | 24    | Ashburn (Virgínia)           |
| Kristyn "Cheyenne" Floyd | 22    | Los Angeles, Califórnia      |
| Melanie Velez            | 23    | Franklin Square, Nova Iorque |
| Rashida Beach            | 23    | Colúmbia (Carolina do Sul)   |
| Stacey Gurnevich         | 24    | Staten Island, Nova Iorque   |

### Progresso
| Alec           | Stacey   | Chelsey  | Stacey   | Amanda   | Stacey   | Stacey   | Rashida  | Stacey   | Stacey   | Amanda   |
| Austin         | Kiki     | Kiki     | Amanda   | Stacey   | Hannah   | Cheyenne | Kayla    | Kiki     | Cheyenne | Britni   |
| Chuck          | Hannah   | Hannah   | Kiki     | Kiki     | Kiki     | Amanda   | Melanie  | Amanda   | Rashida  | Melanie  |
| Connor         | Chelsey  | Kayla    | Chelsey  | Chelsey  | Chelsey  | Chelsey  | Chelsey  | Chelsey  | Chelsey  | Chelsey  |
| Devin          | Melanie  | Melanie  | Rashida  | Hannah   | Cheyenne | Rashida  | Britni   | Rashida  | Britni   | Rashida  |
| Hunter         | Britni   | Stacey   | Britni   | Rashida  | Melanie  | Britni   | Amanda   | Britni   | Kayla    | Hannah   |
| Mike           | Amanda   | Amanda   | Kayla    | Kayla    | Britni   | Melanie  | Stacey   | Melanie  | Kiki     | Kiki     |
| Nelson         | Cheyenne | Cheyenne | Melanie  | Britni   | Rashida  | Kiki     | Kiki     | Kayla    | Amanda   | Stacey   |
| Tyler          | Rashida  | Rashida  | Cheyenne | Melanie  | Amanda   | Hannah   | Cheyenne | Cheyenne | Melanie  | Cheyenne |
| Zak            | Kayla    | Britni   | Hannah   | Cheyenne | Kayla    | Kayla    | Hannah   | Hannah   | Hannah   | Kayla    |
| Pares Corretos | 2        | 0        | 3        | 2        | 2        | 3        | 3        | 3        | 2        | 10       |

| Amanda         | Mike   | Mike   | Austin | Alec   | Tyler  | Chuck  | Hunter | Chuck  | Nelson | Alec   |
| Britni         | Hunter | Zak    | Hunter | Nelson | Mike   | Hunter | Devin  | Hunter | Devin  | Austin |
| Chelsey        | Connor | Alec   | Connor | Connor | Connor | Connor | Connor | Connor | Connor | Connor |
| Cheyenne       | Nelson | Nelson | Tyler  | Zak    | Devin  | Austin | Tyler  | Tyler  | Austin | Tyler  |
| Hannah         | Chuck  | Chuck  | Zak    | Devin  | Austin | Tyler  | Zak    | Zak    | Zak    | Hunter |
| Kayla          | Zak    | Connor | Mike   | Mike   | Zak    | Zak    | Austin | Nelson | Hunter | Zak    |
| Kiki           | Austin | Austin | Chuck  | Chuck  | Chuck  | Nelson | Nelson | Austin | Mike   | Mike   |
| Melanie        | Devin  | Devin  | Nelson | Tyler  | Hunter | Mike   | Chuck  | Mike   | Tyler  | Chuck  |
| Rashida        | Tyler  | Tyler  | Devin  | Hunter | Nelson | Devin  | Alec   | Devin  | Chuck  | Devin  |
| Stacey         | Alec   | Hunter | Alec   | Austin | Alec   | Alec   | Mike   | Alec   | Alec   | Nelson |
| Pares Corretos | 2      | 0      | 3      | 2      | 2      | 3      | 3      | 3      | 2      | 10     |

Notas
 Nome  Par Ideal Confirmado
 Nome  Par Ideal Não Confirmado

### Cabines da Verdade
Uma vez que a Cabine da verdade confirma um Par Ideal, o casal sai da casa e vai para a Lua de Mel e só voltam para a Cerimônia dos Pares.
| Casal            | Episódio | Resultado        |
| ---------------- | -------- | ---------------- |
| Kiki & Hunter    | 1        | Par Incompatível |
| Kiki & Devin     | 2        | Par Incompatível |
| Kiki & Zak       | 3        | Par Incompatível |
| Britni & Chuck   | 4        | Par Incompatível |
| Chelsey & Connor | 5        | Par Ideal        |
| Kiki & Chuck     | 6        | Par Incompatível |
| Melanie & Alec   | 7        | Par Incompatível |
| Kiki & Nelson    | 8        | Par Incompatível |
| Britni & Hunter  | 9        | Par Incompatível |
| Kayla & Zak      | 10       | Par Ideal        |

## 4ª Temporada - Maui, Havaí
Filmado em Maui, Havaí.
A quarta temporada estreou em 13 de junho de 2016.

### Elenco
| Participantes     | Idade | Cidade natal             |
| ----------------- | ----- | ------------------------ |
| Asaf Goren        | 24    | Tel Aviv, Israel         |
| Cam Bruckman      | 22    | Fort Collins, Colorado   |
| Cameron Kolbo     | 25    | Hattiesburg, Mississippi |
| Giovanni Rivera   | 23    | Bridgeport (Connecticut) |
| John Humphrey     | 23    | Norfolk (Nebraska)       |
| Morgan St. Pierre | 24    | Manhattan, Nova Iorque   |
| Prosper Muna      | 24    | Albany (Nova Iorque)     |
| Sam Handler       | 22    | Barrington (Illinois)    |
| Stephen McHugh    | 24    | Filadélfia, Pensilvânia  |
| Tyler Norman      | 26    | San Diego, Califórnia    |

| Participantes       | Idade | Cidade natal                  |
| ------------------- | ----- | ----------------------------- |
| Alyssa Ortiz        | 22    | Elgin (Illinois)              |
| Camille Satterwhite | 23    | Wheatley Heights, Nova Iorque |
| Emma Sweigard       | 22    | Parker (Colorado)             |
| Francesca Duncan    | 22    | Manhattan, Nova Iorque        |
| Julia Rose          | 22    | Nova Orleães, Luisiana        |
| Kaylen Zahara       | 22    | Compton (Califórnia)          |
| Mikala Thomas       | 22    | Ocean City (Nova Jérsei)      |
| Nicole Brown        | 22    | Denver, Colorado              |
| Tori Deal           | 23    | Astoria, Nova Iorque          |
| Victoria Wyatt      | 22    | Chino Hills, Califórnia       |

### Progresso
| Asaf           | Francesca | Camille   | Camille   | Camille   | Camille   | Camille   | Francesca | Camille   | Tori      | Kaylen    |
| Cam            | Victoria  | Julia     | Nicole    | Emma      | Emma      | Victoria  | Nicole    | Tori      | Nicole    | Julia     |
| Cameron        | Mikala    | Mikala    | Mikala    | Mikala    | Mikala    | Mikala    | Mikala    | Mikala    | Mikala    | Mikala    |
| Giovanni       | Kaylen    | Kaylen    | Kaylen    | Kaylen    | Francesca | Francesca | Emma      | Nicole    | Francesca | Francesca |
| John           | Emma      | Nicole    | Victoria  | Victoria  | Tori      | Emma      | Kaylen    | Kaylen    | Victoria  | Victoria  |
| Morgan         | Julia     | Alyssa    | Francesca | Tori      | Julia     | Tori      | Tori      | Victoria  | Julia     | Tori      |
| Prosper        | Camille   | Emma      | Emma      | Nicole    | Victoria  | Kaylen    | Victoria  | Francesca | Emma      | Emma      |
| Sam            | Alyssa    | Francesca | Alyssa    | Alyssa    | Alyssa    | Alyssa    | Alyssa    | Alyssa    | Alyssa    | Alyssa    |
| Stephen        | Nicole    | Tori      | Tori      | Julia     | Nicole    | Julia     | Julia     | Julia     | Kaylen    | Nicole    |
| Tyler          | Tori      | Victoria  | Julia     | Francesca | Kaylen    | Nicole    | Camille   | Emma      | Camille   | Camille   |
| Pares Corretos | 3         | 3         | 4         | 4         | 4         | 4         | 4         | 2         | 6         | 10        |

| Alyssa         | Sam      | Morgan   | Sam      | Sam      | Sam      | Sam      | Sam      | Sam      | Sam      | Sam      |
| Camille        | Prosper  | Asaf     | Asaf     | Asaf     | Asaf     | Asaf     | Tyler    | Asaf     | Tyler    | Tyler    |
| Emma           | John     | Prosper  | Prosper  | Cam      | Cam      | John     | Giovanni | Tyler    | Prosper  | Prosper  |
| Francesca      | Asaf     | Sam      | Morgan   | Tyler    | Giovanni | Giovanni | Asaf     | Prosper  | Giovanni | Giovanni |
| Julia          | Morgan   | Cam      | Tyler    | Stephen  | Morgan   | Stephen  | Stephen  | Stephen  | Morgan   | Cam      |
| Kaylen         | Giovanni | Giovanni | Giovanni | Giovanni | Tyler    | Prosper  | John     | John     | Stephen  | Asaf     |
| Mikala         | Cameron  | Cameron  | Cameron  | Cameron  | Cameron  | Cameron  | Cameron  | Cameron  | Cameron  | Cameron  |
| Nicole         | Stephen  | John     | Cam      | Prosper  | Stephen  | Tyler    | Cam      | Giovanni | Cam      | Stephen  |
| Tori           | Tyler    | Stephen  | Stephen  | Morgan   | John     | Morgan   | Morgan   | Cam      | Asaf     | Morgan   |
| Victoria       | Cam      | Tyler    | John     | John     | Prosper  | Cam      | Prosper  | Morgan   | John     | John     |
| Pares Corretos | 3        | 3        | 4        | 4        | 4        | 4        | 4        | 2        | 6        | 10       |

Notas
 Nome  Par Ideal Confirmado
 Nome  Par Ideal Não Confirmado

### Cabines da Verdade
Uma vez que a Cabine da verdade confirma um Par Ideal, o casal sai da casa e vai para a Lua de Mel e só voltam para a Cerimônia dos Pares.
| Casal             | Episódio | Resultado        |
| ----------------- | -------- | ---------------- |
| Prosper & Tori    | 1        | Par Incompatível |
| John & Julia      | 2        | Par Incompatível |
| Cameron & Mikala  | 3        | Par Ideal        |
| Asaf & Tori       | 4        | Par Incompatível |
| Giovanni & Kaylen | 5        | Par Incompatível |
| Sam & Alyssa      | 6        | Par Ideal        |
| Cam & Victoria    | 7        | Par Incompatível |
| Giovanni & Julia  | 8        | Par Incompatível |
| Prosper & Emma    | 9        | Par Ideal        |
| Cam & Julia       | 10       | Par Ideal        |

## 5ª Temporada - Cabarete, República Dominicana
Filmado em Cabarete, República Dominicana.
A quinta temporada estreou no dia 11 de janeiro de 2017 às 21h.
Esta temporada contou com 2 grandes mudanças. Quando um casal é enviado até à cabine da verdade para ver se eles são um par perfeito, o resto da casa pode votar para ver se eles são um par perfeito, ou ganhar $150.000 e não ver o resultado do casal. Porém isso não será usado todas as semanas.

### Elenco
| Nome            | Idade | Cidade natal                |
| --------------- | ----- | --------------------------- |
| Andre Siemers   | 22    | Burnsville, Minnesota       |
| Derrick Henry   | 23    | Charleston, Carolina do Sul |
| Edward Williams | 21    | Bridgeton, Nova Jersey      |
| Hayden Weaver   | 23    | Anderson, Indiana           |
| Jaylan Adlam    | 23    | Atlanta, Geórgia            |
| Joey Amoia      | 23    | Buffalo, Nova York          |
| Michael Halpern | 24    | Tamarac, Flórida            |
| Mike Cerasani   | 25    | Staten Island, Nova York    |
| Osvaldo Romero  | 22    | Chicago, Illinois           |
| Ozzy Morales    | 24    | San José, Costa Rica        |
| Tyler O'Brien   | 22    | Boca Raton, Flórida         |

| Nome              | Idade | Cidade natal            |
| ----------------- | ----- | ----------------------- |
| Alicia Wright     | 23    | Howell, Nova Jersey     |
| Carolina Duarte   | 21    | São Paulo, Brasil       |
| Casandra Martinez | 22    | Seabrook, Texas         |
| Gianna Hammer     | 21    | Doylestown, Ohio        |
| Hannah Fugazzi    | 22    | Brentwood, Califórnia   |
| Kam Williams      | 21    | Pennsauken, Nova Jersey |
| Kari Kowalski     | 22    | Nova York               |
| Kathryn Palmer    | 22    | Tallahassee, Flórida    |
| Shannon Duffy     | 21    | Valencia, Califórnia    |
| Taylor Selfridge  | 22    | Yacolt, Washington      |
| Tyranny Todd      | 22    | Augusta, Geórgia        |

### Progresso
| Homens         | Semana   | Semana   | Semana   | Semana   | Semana   | Semana   | Semana   | Semana   | Semana   | Semana             |
| Homens         | 1        | 2        | 3        | 4        | 5        | 6        | 7        | 8        | 9        | 10                 |
| -------------- | -------- | -------- | -------- | -------- | -------- | -------- | -------- | -------- | -------- | ------------------ |
| Andre          | Alicia   | Hannah   | Kari     | Casandra | Taylor   | Taylor   | Casandra | Gianna   | Kathryn  | Kathryn            |
| Derrick        | Kathryn  | Alicia   | Hannah   | Gianna   | Tyranny  | Tyranny  | Kari     | Shannon  | Casandra | Shannon (Casandra) |
| Edward         | Kam      | Shannon  | Kam      | Alicia   | Kam      | Kam      | Kam      | Kam      | Kam      | Kam                |
| Hayden         | Shannon  | Taylor   | Carolina | Carolina | Carolina | Carolina | Carolina | Carolina | Carolina | Carolina           |
| Jaylan         | Casandra | Kam      | Casandra | Tyranny  | Casandra | Hannah   | Tyranny  | Tyranny  | Tyranny  | Tyranny            |
| Joey           | Carolina | Carolina | Kathryn  | Kathryn  | Kathryn  | Kathryn  | Kathryn  | Casandra | Hannah   | Hannah (Shannon)   |
| Michael        | Hannah   | Gianna   | Taylor   | Kari     | Kari     | Kari     | Hannah   | Kathryn  | Kari     | Kari               |
| Mike           | Kari     | Casandra | Alicia   | Kam      | Alicia   | Alicia   | Gianna   | Kari     | Alicia   | Alicia             |
| Osvaldo        | Tyranny  | Kari     | Tyranny  | Taylor   | Gianna   | Gianna   | Taylor   | Taylor   | Taylor   | Taylor             |
| Ozzy           | Gianna   | Kathryn  | Gianna   | Hannah   | Hannah   | Casandra | Alicia   | Alicia   | Gianna   | Gianna             |
| Tyler          | Taylor   | Tyranny  | Shannon  | Shannon  | Shannon  | Shannon  | Shannon  | Hannah   | Shannon  | Casandra (Hannah)  |
| Pares Corretos | 2        | 0        | 4        | 4        | 4        | 4        | 4        | 5        | 9        | 8                  |

| Mulheres       | Semana  | Semana  | Semana  | Semana  | Semana  | Semana  | Semana  | Semana  | Semana  | Semana          |
| Mulheres       | 1       | 2       | 3       | 4       | 5       | 6       | 7       | 8       | 9       | 10              |
| -------------- | ------- | ------- | ------- | ------- | ------- | ------- | ------- | ------- | ------- | --------------- |
| Alicia         | Andre   | Derrick | Mike    | Edward  | Mike    | Mike    | Ozzy    | Ozzy    | Mike    | Mike            |
| Carolina       | Joey    | Joey    | Hayden  | Hayden  | Hayden  | Hayden  | Hayden  | Hayden  | Hayden  | Hayden          |
| Casandra       | Jaylan  | Mike    | Jaylan  | Andre   | Jaylan  | Ozzy    | Andre   | Joey    | Derrick | Tyler (Derrick) |
| Gianna         | Ozzy    | Michael | Ozzy    | Derrick | Osvaldo | Osvaldo | Mike    | Andre   | Ozzy    | Ozzy            |
| Hannah         | Michael | Andre   | Derrick | Ozzy    | Ozzy    | Jaylan  | Michael | Tyler   | Joey    | Joey (Tyler)    |
| Kam            | Edward  | Jaylan  | Edward  | Mike    | Edward  | Edward  | Edward  | Edward  | Edward  | Edward          |
| Kari           | Mike    | Osvaldo | Andre   | Michael | Michael | Michael | Derrick | Mike    | Michael | Michael         |
| Kathryn        | Derrick | Ozzy    | Joey    | Joey    | Joey    | Joey    | Joey    | Michael | Andre   | Andre           |
| Shannon        | Hayden  | Edward  | Tyler   | Tyler   | Tyler   | Tyler   | Tyler   | Derrick | Tyler   | Derrick (Joey)  |
| Taylor         | Tyler   | Hayden  | Michael | Osvaldo | Andre   | Andre   | Osvaldo | Osvaldo | Osvaldo | Osvaldo         |
| Tyranny        | Osvaldo | Tyler   | Osvaldo | Jaylan  | Derrick | Derrick | Jaylan  | Jaylan  | Jaylan  | Jaylan          |
| Pares Corretos | 2       | 0       | 4       | 4       | 4       | 4       | 4       | 5       | 9       | 8               |

Notas
 Nome  Par ideal confirmado
 Nome  Par ideal não confirmado
 Nome  Par incompatível confirmado
Uma vez que a cabine da verdade confirma um par ideal, o casal sai da casa e vai para a lua de mel e só voltam para a cerimônia dos pares.
Devido ao apagão no segundo episódio, o elenco inteiro perdeu $500.000, reduzindo o prêmio final para $500.000 em vez de $1.000.000.

### Cabines da Verdade
| Casal             | Episódio | Resultado        |
| ----------------- | -------- | ---------------- |
| Hayden & Gianna   | 1        | Par incompatível |
| Andre & Alicia    | 2        | Par incompatível |
| Ozzy & Carolina   | 3        | Par incompatível |
| Osvaldo & Tyranny | 4        | Par incompatível |
| Edward & Kam      | 5        | Par ideal        |
| Ozzy & Hannah     | 6        | Par incompatível |
| Andre & Taylor    | 7        | Par incompatível |
| Hayden & Carolina | 8        | Par ideal        |
| Derrick & Tyranny | 9        | Troca aceita     |
| Joey & Casandra   | 10       | Troca aceita     |

## 6ª Temporada - Nova Orleans, Luisiana
Filmada em Nova Orleans, Louisiana. O novo apresentador será Terrence J.
A sexta temporada estreou no dia 20 de setembro de 2017.

### Elenco
| Nome             | Idade | Cidade natal              |
| ---------------- | ----- | ------------------------- |
| Anthony Martin   | 22    | Inglewood, Califórnia     |
| Clinton Moxam    | 21    | Palm Bay, Flórida         |
| David Shad       | 24    | San Diego, Califórnia     |
| Dimitri Valentin | 26    | Playa del Rey, Califórnia |
| Ethan Cohen      | 27    | Sonoma, Califórnia        |
| Joe Torgerson    | 23    | Portland, Oregon          |
| Kareem Fathalla  | 23    | Avenel, Nova Jersey       |
| Keith Klebacher  | 24    | Manchester, Nova Jersey   |
| Malcolm Drummer  | 25    | West Palm Beach, Flórida  |
| Michael Johnson  | 21    | Knoxville, Tennessee      |
| Tyler Colon      | 21    | Los Angeles, Califórnia   |

| Nome            | Idade | Cidade natal                |
| --------------- | ----- | --------------------------- |
| Alexis Eddy     | 21    | Mannington, West Virginia   |
| Alivia Hunter   | 21    | Charleston, Carolina do Sul |
| Audrey Diaz     | 23    | Middletown, Nova York       |
| Diandra Delgado | 21    | Teaneck, Nova Jersey        |
| Geles Rodriguez | 23    | Los Fresnos, Texas          |
| Jada Allen      | 21    | Union City, Nova Jersey     |
| Keyana Land     | 23    | Boyertown, Pensilvânia      |
| Nicole Spiller  | 21    | Medway, Massachusetts       |
| Nurys Mateo     | 22    | Portland, Maine             |
| Uche Nwosu      | 23    | Grand Rapids, Michigan      |
| Zoe Pugh        | 22    | Scranton, Pensilvânia       |

### Progresso
| Anthony        | Geles   | Diandra | Jada    | Keyana  | Nicole  | Keyana  | Keyana  | Alivia  | Uche    | Alexis  |
| Clinton        | Uche    | Uche    | Uche    | Uche    | Jada    | Geles   | Geles   | Geles   | Geles   | Geles   |
| Dimitri        | Diandra | Nicole  | Nurys   | Alexis  | Uche    | Diandra | Diandra | Diandra | Audrey  | Nurys   |
| Ethan          | Jada    | Jada    | Alexis  | Nicole  | Geles   | Jada    | Zoe     | Alexis  | Nurys   | Zoe     |
| Joe            | Zoe     | Audrey  | Zoe     | Zoe     | Zoe     | Alexis  | Uche    | Jada    | Zoe     | Uche    |
| Kareem         | Alivia  | Alivia  | Alivia  | Diandra | Alivia  | Nurys   | Nurys   | Nurys   | Diandra | Diandra |
| Keith          | Alexis  | Alexis  | Diandra | Nurys   | Alexis  | Zoe     | Jada    | Audrey  | Jada    | Jada    |
| Malcolm        | Nurys   | Nurys   | Geles   | Alivia  | Diandra | Alivia  | Alexis  | Uche    | Alexis  | Alivia  |
| Michael        | Keyana  | Keyana  | Audrey  | Geles   | Nurys   | Uche    | Audrey  | Keyana  | Keyana  | Keyana  |
| Shad           | Audrey  | Geles   | Keyana  | Audrey  | Audrey  | Audrey  | Alivia  | Zoe     | Alivia  | Audrey  |
| Tyler          | Nicole  | Zoe     | Nicole  | Jada    | Keyana  | Nicole  | Nicole  | Nicole  | Nicole  | Nicole  |
| Pares Corretos | 3       | 1       | 2       | 3       | 1       | 4       | 5       | 3       | 5       | 11      |

| Alexis         | Keith   | Keith   | Ethan   | Dimitri | Keith   | Joe     | Malcolm | Ethan   | Malcolm | Anthony |
| Alivia         | Kareem  | Kareem  | Kareem  | Malcolm | Kareem  | Malcolm | Shad    | Anthony | Shad    | Malcolm |
| Audrey         | Shad    | Joe     | Michael | Shad    | Shad    | Shad    | Michael | Keith   | Dimitri | Shad    |
| Diandra        | Dimitri | Anthony | Keith   | Kareem  | Malcolm | Dimitri | Dimitri | Dimitri | Kareem  | Kareem  |
| Geles          | Anthony | Shad    | Malcolm | Michael | Ethan   | Clinton | Clinton | Clinton | Clinton | Clinton |
| Jada           | Ethan   | Ethan   | Anthony | Tyler   | Clinton | Ethan   | Keith   | Joe     | Keith   | Keith   |
| Keyana         | Michael | Michael | Shad    | Anthony | Tyler   | Anthony | Anthony | Michael | Michael | Michael |
| Nicole         | Tyler   | Dimitri | Tyler   | Ethan   | Anthony | Tyler   | Tyler   | Tyler   | Tyler   | Tyler   |
| Nurys          | Malcolm | Malcolm | Dimitri | Keith   | Michael | Kareem  | Kareem  | Kareem  | Ethan   | Dimitri |
| Uche           | Clinton | Clinton | Clinton | Clinton | Dimitri | Michael | Joe     | Malcolm | Anthony | Joe     |
| Zoe            | Joe     | Tyler   | Joe     | Joe     | Joe     | Keith   | Ethan   | Shad    | Joe     | Ethan   |
| Pares Corretos | 3       | 1       | 2       | 3       | 1       | 4       | 5       | 3       | 5       | 11      |

Notas
 Nome  Par Ideal Confirmado
 Nome  Par Ideal Não Confirmado
 Nome  Par Incompatível
Uma vez que a cabine da verdade confirma um par ideal, o casal sai da casa e vai para a lua de mel e só voltam para a cerimônia dos pares.

### Cabine da verdade
| Casal            | Semana | Resultado        |
| ---------------- | ------ | ---------------- |
| Ethan & Keyana   | 1      | Par Incompatível |
| Anthony & Geles  | 2      | Par Incompatível |
| Malcolm & Nurys  | 3      | Par Incompatível |
| Dimitri & Nicole | 4      | Par Incompatível |
| Clinton & Uche   | 5      | Par Incompatível |
| Keith & Alexis   | 6      | Par Incompatível |
| Keith & Alivia   | 7      | Par Incompatível |
| Michael & Audrey | 8      | Par Incompatível |
| Tyler & Nicole   | 9      | Par Ideal        |
| Dimitri & Jada   | 10     | Par Incompatível |

## 7ª Temporada - Kona, Havaí II
A sétima temporada estreou no dia 15 de agosto de 2018.

### Participantes
| Nome           | Idade | Cidade natal                         |
| -------------- | ----- | ------------------------------------ |
| Andrew Couture | 24    | Reading, Massachusetts               |
| Brett Ferri    | 26    | Manhattan, Nova York                 |
| Cam Viney      | 24    | Washington, D.C.                     |
| Daniel Vilk    | 22    | Brooklyn, Nova York                  |
| Kwasi Opoku    | 24    | Woodbridge, Nova Jersey              |
| Lewis Belt     | 23    | Oakland, Califórnia                  |
| Moe Elkhalil   | 22    | Houston, Texas                       |
| Shamoy Persad  | 23    | St. Thomas, Ilhas Virgens Americanas |
| Tevin Grant    | 22    | Scottsdale, Arizona                  |
| Tomas Buenos   | 22    | Miami, Flórida                       |
| Zak Jones      | 21    | Dallas, Texas                        |

| Nome               | Idade | Cidade natal               |
| ------------------ | ----- | -------------------------- |
| Asia Woodley       | 22    | Corona, Califórnia         |
| Bria Hamilton      | 22    | Vacaville, Califórnia      |
| Cali Trepp         | 24    | Chicago, Illinois          |
| Jasmine Rodriguez  | 21    | Williamstown, Nova Jersey  |
| Kayla Umagat       | 22    | Seattle, Washington        |
| Kenya Scott        | 23    | Queens, Nova York          |
| Lauren Roush       | 23    | Mason, West Virginia       |
| Maria Elizondo     | 21    | West New York, Nova Jersey |
| Morgan Fletcher    | 21    | Silver Spring, Maryland    |
| Nutsa Sikharulidze | 21    | Toms River, Nova Jersey    |
| Samantha McKinnon  | 22    | Chicago, Illinois          |

### Progresso
| Andrew         | Lauren   | Morgan   | Lauren   | Nutsa    | Samantha | Lauren   | Lauren   | Samantha | Cali     | Cali     |
| Brett          | Cali     | Asia     | Cali     | Kayla    | Nutsa    | Nutsa    | Nutsa    | Nutsa    | Bria     | Nutsa    |
| Cam            | Kayla    | Kayla    | Kayla    | Asia     | Kayla    | Kayla    | Cali     | Lauren   | Morgan   | Bria     |
| Daniel         | Nutsa    | Nutsa    | Samantha | Lauren   | Bria     | Samantha | Samantha | Asia     | Lauren   | Jasmine  |
| Kwasi          | Asia     | Lauren   | Jasmine  | Bria     | Jasmine  | Asia     | Asia     | Jasmine  | Nutsa    | Lauren   |
| Lewis          | Samantha | Jasmine  | Asia     | Kenya    | Lauren   | Bria     | Bria     | Bria     | Asia     | Samantha |
| Moe            | Jasmine  | Bria     | Nutsa    | Samantha | Asia     | Jasmine  | Jasmine  | Kayla    | Kayla    | Kayla    |
| Shamoy         | Maria    | Maria    | Maria    | Maria    | Maria    | Maria    | Maria    | Maria    | Maria    | Maria    |
| Tevin          | Kenya    | Kenya    | Kenya    | Jasmine  | Kenya    | Kenya    | Kenya    | Kenya    | Kenya    | Kenya    |
| Tomas          | Morgan   | Cali     | Bria     | Cali     | Cali     | Cali     | Kayla    | Morgan   | Jasmine  | Asia     |
| Zak            | Bria     | Samantha | Morgan   | Morgan   | Morgan   | Morgan   | Morgan   | Cali     | Samantha | Morgan   |
| Pares Corretos | 3        | 3        | 3        | 2        | 4        | 4        | 4        | 4        | 4        | 11       |

| Asia           | Kwasi  | Brett  | Lewis  | Cam    | Moe    | Kwasi  | Kwasi  | Daniel | Lewis  | Tomas  |
| Bria           | Zak    | Moe    | Tomas  | Kwasi  | Daniel | Lewis  | Lewis  | Lewis  | Brett  | Cam    |
| Cali           | Brett  | Tomas  | Brett  | Tomas  | Tomas  | Tomas  | Cam    | Zak    | Andrew | Andrew |
| Jasmine        | Moe    | Lewis  | Kwasi  | Tevin  | Kwasi  | Moe    | Moe    | Kwasi  | Tomas  | Daniel |
| Kayla          | Cam    | Cam    | Cam    | Brett  | Cam    | Cam    | Tomas  | Moe    | Moe    | Moe    |
| Kenya          | Tevin  | Tevin  | Tevin  | Lewis  | Tevin  | Tevin  | Tevin  | Tevin  | Tevin  | Tevin  |
| Lauren         | Andrew | Kwasi  | Andrew | Daniel | Lewis  | Andrew | Andrew | Cam    | Daniel | Kwasi  |
| Maria          | Shamoy | Shamoy | Shamoy | Shamoy | Shamoy | Shamoy | Shamoy | Shamoy | Shamoy | Shamoy |
| Morgan         | Tomas  | Andrew | Zak    | Zak    | Zak    | Zak    | Zak    | Tomas  | Cam    | Zak    |
| Nutsa          | Daniel | Daniel | Moe    | Andrew | Brett  | Brett  | Brett  | Brett  | Kwasi  | Brett  |
| Samantha       | Lewis  | Zak    | Daniel | Moe    | Andrew | Daniel | Daniel | Andrew | Brett  | Lewis  |
| Pares Corretos | 3      | 3      | 3      | 2      | 4      | 4      | 4      | 4      | 4      | 11     |

Notas
 Nome  Par Ideal Confirmado  Nome  Par Ideal Não Confirmado
Uma vez que a "Cabine da verdade" confirma um "Par Ideal", o casal sai da casa e vai pra uma "Lua de Mel" e só voltam para a "Cerimônia dos Pares".

### Cabines da Verdade
| Casal          | Semana | Resultado        |
| -------------- | ------ | ---------------- |
| Tomas & Maria  | 1      | Par Incompatível |
| Andrew & Asia  | 2      | Par Incompatível |
| Shamoy & Maria | 3      | Par Ideal        |
| Brett & Kenya  | 4      | Par Incompatível |
| Zak & Bria     | 5      | Par Incompatível |
| Brett & Cali   | 6      | Par Incompatível |
| Zak & Nutsa    | 7      | Par Incompatível |
| Tevin & Kenya  | 8      | Par Ideal        |
| Cam & Samantha | 9      | Par Incompatível |
| Brett & Nutsa  | 10     | Par Ideal        |

## 8ª Temporada - Come One, Come All
A oitava temporada estreou em 26 de junho de 2019. Pela primeira vez em Are You the One?, todos os membros do elenco são bissexuais, sem limitações de gênero ou sexo em suas possíveis combinações perfeitas.

### Participantes
| Nome                      | Idade | Origem                     |
| ------------------------- | ----- | -------------------------- |
| Aasha Wells               | 22    | Miami Beach, Florida       |
| Amber Martinez            | 23    | Yonkers, Nova York         |
| Basit Shittu              | 25    | Brooklyn, Nova York        |
| Brandon David             | 25    | Salt Lake City, Utah       |
| Danny Prikazsky           | 27    | San José, Califórnia       |
| Jasmine Olson             | 21    | Oxford, Mississippi        |
| Jenna Brown               | 25    | Bloomington, Indiana       |
| Jonathan Monroe           | 28    | Panama City Beach, Flórida |
| Justinavery "Justin" Palm | 24    | Palmdale, Califórnia       |
| Kai Wes                   | 26    | Chepachet, Rhode Island    |
| Kariselle "Kari" Snow     | 23    | East Hanover, Nova Jersey  |
| Kylie Smith               | 24    | Salt Lake City, Utah       |
| Max Gentile               | 25    | Columbus, Ohio             |
| Nour Fraij                | 25    | Kenilworth, Nova Jersey    |
| Paige Cole                | 21    | Allen, Texas               |
| Remy Duran                | 27    | Nova York, Nova York       |

### Progresso
| Aasha          | Paige    | Brandon  | Max      | Remy     | Kai      | Brandon  | Brandon  | Brandon  | Brandon  | Brandon  |
| Amber          | Nour     | Nour     | Paige    | Nour     | Nour     | Jenna    | Danny    | Paige    | Kilye    | Remy     |
| Basit          | Jonathan | Jonathan | Remy     | Danny    | Remy     | Jonathan | Jonathan | Jonathan | Jonathan | Jonathan |
| Brandon        | Remy     | Aasha    | Jonathan | Jasmine  | Max      | Aasha    | Aasha    | Aasha    | Aasha    | Aasha    |
| Danny          | Kai      | Remy     | Kai      | Basit    | Kari     | Kai      | Amber    | Kylie    | Kai      | Kai      |
| Jasmine        | Jenna    | Justin   | Nour     | Brandon  | Paige    | Kylie    | Kai      | Nour     | Nour     | Nour     |
| Jenna          | Jasmine  | Kai      | Justin   | Paige    | Kylie    | Amber    | Paige    | Kari     | Paige    | Paige    |
| Jonathan       | Basit    | Basit    | Brandon  | Kylie    | Justin   | Basit    | Basit    | Basit    | Basit    | Basit    |
| Justin         | Max      | Jasmine  | Jenna    | Max      | Jonathan | Max      | Max      | Max      | Remy     | Kylie    |
| Kai            | Danny    | Jenna    | Danny    | Kari     | Aasha    | Danny    | Jasmine  | Remy     | Danny    | Danny    |
| Kari           | Kylie    | Kylie    | Kylie    | Kai      | Danny    | Paige    | Remy     | Jenna    | Max      | Max      |
| Kylie          | Kari     | Kari     | Kari     | Jonathan | Jenna    | Jasmine  | Nour     | Danny    | Amber    | Justin   |
| Max            | Justin   | Paige    | Aasha    | Justin   | Brandon  | Justin   | Justin   | Justin   | Kari     | Kari     |
| Nour           | Amber    | Amber    | Jasmine  | Amber    | Amber    | Remy     | Kylie    | Jasmine  | Jasmine  | Jasmine  |
| Paige          | Aasha    | Max      | Amber    | Jenna    | Jasmine  | Kari     | Jenna    | Amber    | Jenna    | Jenna    |
| Remy           | Brandon  | Danny    | Basit    | Aasha    | Basit    | Nour     | Kari     | Kai      | Justin   | Amber    |
| Pares Corretos | 2        | 2        | 2        | 1        | 0        | 3        | 3        | 3        | 6        | 8        |

Notas
 Nome  Par Ideal Confirmado  Nome  Par Ideal Não Confirmado
Uma vez que a "Cabine da verdade" confirma um "Par Ideal", o casal sai da casa e vai pra uma "Lua de Mel" e só voltam para a "Cerimônia dos Pares".
No episódio 6, foi mostrado na tela que Basit e Jonathan eram uma combinação perfeita. Isso era desconhecido para a casa.
No episódio 10, a casa descobre que Basit e Jonathan são uma combinação perfeita, assim como Jasmine e Nour.

### Cabines da Verdade
| Casal           | Semana | Resultado        |
| --------------- | ------ | ---------------- |
| Justin & Nour   | 1      | Par Incompatível |
| Brandon & Remy  | 2      | Par Incompatível |
| Jenna & Kai     | 3      | Par Incompatível |
| Danny & Jenna   | 4      | Par Incompatível |
| Kari & Kylie    | 5      | Par Incompatível |
| Aasha & Brandon | 6      | Par Ideal        |
| Jasmine & Jenna | 7      | Par Incompatível |
| Paige & Remy    | 8      | Par Incompatível |
| Amber & Max     | 9      | Par Incompatível |
| Amber & Kylie   | 10     | Par Incompatível |

## 9ª Temporada - A Global Matchmaking Competition

### Elenco
| Homens                  | Idade | País           |
| ----------------------- | ----- | -------------- |
| Aqel Carson             | 26    | Estados Unidos |
| Brendan Mosca           | 31    | Austrália      |
| Clayton "Clay" Carey    | 34    | Austrália      |
| Eduardo Dickson Jr.     | 30    | Estados Unidos |
| Hamudi Hasoon           | 28    | Nova Zelândia  |
| Leo Svete               | 30    | Estados Unidos |
| Michael "Mikey" Owusu   | 31    | Reino Unido    |
| Nathan Grant            | 27    | Reino Unido    |
| Oliver "Ollie" Andersen | 28    | Reino Unido    |
| Shamal "Samuel" Khan    | 25    | Reino Unido    |
| William "Will" Gagnon   | 26    | Estados Unidos |

| Mulheres              | Idade | País           |
| --------------------- | ----- | -------------- |
| Anissa Aguilar        | 31    | Estados Unidos |
| Brooke Rachman        | 30    | Estados Unidos |
| Ciara "CC" Cortez     | 28    | Estados Unidos |
| Courtney Rowe         | 26    | Reino Unido    |
| Danielle Bonaparte    | 27    | Estados Unidos |
| Dew Pineda            | 33    | Espanha        |
| Jordanne Deveaux      | 28    | Estados Unidos |
| Julia-Ruth Smith      | 27    | Nova Zelândia  |
| Mijntje Lupgens       | 26    | Holanda        |
| Rosalyn "Roz" Odujebe | 27    | Irlanda        |
| Taylor Kelly          | 26    | Estados Unidos |

### Progresso
| Aqel           | Courtney   | Anissa     | Anissa     | Anissa     | Anissa     | Mijntje    | Anissa     | Anissa     | Anissa     |
| Brendan        | CC         | Jordanne   | Julia-Ruth | Julia-Ruth | Julia-Ruth | Julia-Ruth | Julia-Ruth | Julia-Ruth | Julia-Ruth |
| Clay           | Dew        | CC         | CC         | Brooke     | Roz        | Taylor     | Taylor     | Taylor     | Taylor     |
| Eduardo        | Roz        | Danielle   | Jordanne   | Jordanne   | Jordanne   | Dew        | Dew        | Jordanne   | Courtney   |
| Hamudi         | Taylor     | Mijntje    | Danielle   | Mijntje    | Mijntje    | Roz        | Courtney   | Courtney   | Danielle   |
| Leo            | Brooke     | Courtney   | Taylor     | Danielle   | Danielle   | Jordanne   | Roz        | Roz        | Roz        |
| Mikey          | Danielle   | Roz        | Mijntje    | CC         | CC         | CC         | CC         | Dew        | Jordanne   |
| Nathan         | Mijntje    | Julia-Ruth | Dew        | Roz        | Dew        | Courtney   | Jordanne   | Danielle   | CC         |
| Ollie          | Anissa     | Brooke     | Brooke     | Dew        | Brooke     | Brooke     | Brooke     | Brooke     | Brooke     |
| Samuel         | Julia-Ruth | Dew        | Roz        | Taylor     | Taylor     | Anissa     | Mijntje    | Mijntje    | Mijntje    |
| Will           | Jordanne   | Taylor     | Courtney   | Courtney   | Courtney   | Danielle   | Danielle   | CC         | Dew        |
| Pares Corretos | 0          | 2          | 4          | 2          | 3          | 3          | 6          | 6          | 11         |

| Anissa         | Ollie   | Aqel    | Aqel    | Aqel    | Aqel    | Samuel  | Aqel    | Aqel    | Aqel    |
| Brooke         | Leo     | Ollie   | Ollie   | Clay    | Ollie   | Ollie   | Ollie   | Ollie   | Ollie   |
| CC             | Brendan | Clay    | Clay    | Mikey   | Mikey   | Mikey   | Mikey   | Will    | Nathan  |
| Courtney       | Aqel    | Leo     | Will    | Will    | Will    | Nathan  | Hamudi  | Hamudi  | Eduardo |
| Danielle       | Mikey   | Eduardo | Hamudi  | Leo     | Leo     | Will    | Will    | Nathan  | Hamudi  |
| Dew            | Clay    | Samuel  | Nathan  | Ollie   | Nathan  | Eduardo | Eduardo | Mikey   | Will    |
| Jordanne       | Will    | Brendan | Eduardo | Eduardo | Eduardo | Leo     | Nathan  | Eduardo | Mikey   |
| Julia-Ruth     | Samuel  | Nathan  | Brendan | Brendan | Brendan | Brendan | Brendan | Brendan | Brendan |
| Mijntje        | Nathan  | Hamudi  | Mikey   | Hamudi  | Hamudi  | Aqel    | Samuel  | Samuel  | Samuel  |
| Roz            | Eduardo | Mikey   | Samuel  | Nathan  | Clay    | Hamudi  | Leo     | Leo     | Leo     |
| Taylor         | Hamudi  | Will    | Leo     | Samuel  | Samuel  | Clay    | Clay    | Clay    | Clay    |
| Pares Corretos | 0       | 2       | 4       | 2       | 3       | 3       | 6       | 6       | 11      |

Notes
- Name  Par Ideal Não Confirmado
- Name  Par Ideal Confirmado

1. 1 2  Durante o episódio 8, Samuel se retirou da competição por motivos pessoais. Na 7ª cerimônia, Kamie revelou que o Par Ideal de Samuel era Mijntje. Mijntje foi então enviada para a suíte de lua de mel sozinha.

### Cabines da Verdade
| Casal                | Semana | Resultado        |
| -------------------- | ------ | ---------------- |
| Nathan & Taylor      | 1      | Par Incompatível |
| Hamudi & Anissa      | 2      | Par Incompatível |
| Will & Taylor        | 3      | Par Incompatível |
| Brendan & Julia-Ruth | 4      | Par Ideal        |
| Clay & CC            | 5      | Par Incompatível |
| Ollie & Brooke       | 6      | Par Ideal        |
| Hamudi & Mijntje     | 7      | Par Incompatível |
| Clay & Taylor        | 8      | Par Ideal        |
| Mikey & Roz          | 9      | Par Incompatível |

## Spinoffs

### Second Chances
Filmado em Melbourne, Austrália. Apresentado por Karamo Brown. Estreou em 22 de março de 2017.

### Elenco
| Concorrente masculino    | Concorrente feminino | Temporada original | Resultado    |
| ------------------------ | -------------------- | ------------------ | ------------ |
| Devin Walker-Molaghan    | Rashida Beach        | AYTO? 3            | Vencedores   |
| Morgan St. Pierre        | Tori Deal            | AYTO? 4            | Vice-campeão |
| Adam Kuhn                | Shanley McIntee      | AYTO? 1            | 3º lugar     |
| Cameron Kolbo            | Mikala Thomas        | AYTO? 4            | 4º Lugar     |
| Mike Cerasani            | Alicia Wright        | AYTO? 5            | 5º Lugar     |
| Asaf Goren               | Kaylen Zahara        | AYTO? 4            | 6º Lugar     |
| Hayden Weaver            | Carolina Duarte      | AYTO? 5            | 7º lugar     |
| Giovanni "Gio" Rivera    | Francesca Duncan     | AYTO? 4            | 8º lugar     |
| Nathan "Nate" Siebenmark | Ellie Puckett        | AYTO? 2            | 9º lugar     |
| Derrick Henry            | Casandra Martinez    | AYTO? 5            | 10º lugar    |

## Versões internacionais
| País          | Título                             | Apresentador (a)                    | Canal      | Estréia                                             | Prêmio       |
| ------------- | ---------------------------------- | ----------------------------------- | ---------- | --------------------------------------------------- | ------------ |
| Alemanha      | Are You the One?                   | Jan Köppen (1) Sophia Thomalla (2-) | TVNOW RTL  | 14 de abril de 2020 (TVNOW) 6 de maio de 2020 (RTL) | €200,000     |
| Brasil        | Are You the One? Brasil            | Felipe Titto (1-3) Caio Castro (4)  | MTV        | 1 de fevereiro de 2015                              | R$500,000    |
| Dinamarca     | Det perfekte match                 | Oliver Bjerrehuus                   | Kanal 4    | 5 de fevereiro de 2015                              |              |
| França        | 10 couples parfaits                | Elsa Fayer                          | NT1        | 3 de julho de 2017                                  | €200,000     |
| Itália        | Are You the One? Italia            | Luca Vezil                          | Paramount+ | 16 de fevereiro de 2023                             | €200,000     |
| México        | Are You the One? El Match Perfecto | Roberto Carlo (1) Vadhir Derbez (2) | MTV        | 20 de setembro de 2016                              | US$200,000   |
| Países Baixos | Are You the One? De Perfecte Match | Kaj Gorgels                         | MTV        | 15 de outubro de 2021                               | €200,000     |
| Reino Unido   | Are You the One? UK                | Joelah Noble                        | MTV UK     | August 8, 2022                                      | €200,000     |
| Suécia        | Are You the One? Sverige           | Martin Björk                        | TV3        | 26 de fevereiro de 2018                             | 1,000,000 kr |